# Sony Professional Solutions
Sony Professional Solutions (SPS) є дочірньою компанією японського багатонаціонального технологічного та медіа-конгломерату Sony з основним акцентом на професійних продуктах. Вони варіюються від програмного забезпечення для мовлення та відеокамер до забезпечення пристроїв зовнішнього мовлення та професійних дисплеїв.
Під час Чемпіонату світу з футболу 2010 та 2014 років ФІФА обрала SPS як офіційного постачальника спорядження. Для кожного матчу було надано до 37 камер, включаючи аерокамери, кабельні камери та дві камери Ultramotion. На Чемпіонаті світу 2014 року була здійснена перша передача трансляція 4K вибраних матчів за допомогою камери F55, яка була випробувана на Кубку конфедерацій 2013 року. На додаток, SPS провів перший у світі спортивний показ у форматі 4K у співпраці з Vue Entertainment у лондонському мультиплексі Westfield Vue, показавши два матчі турніру 2014 року.
Для Зимових Олімпійських ігор 2014 на Sony була покладена відповідальність забезпечити всі вантажівки пристроями зовнішнього мовлення для прямої трансляції. Вони були конструйовані в офісі бейсінгстока протягом 8 місяців і доставлені до Сочі на подію. З місцем зберігання до 24 камер HDC2500, що вміщує 25 операторів, і оснащені відкидними столами, а також розкладними бортами, це були одні з найбільш технологічно просунутих блоків зовнішнього мовлення, коли-небудь створених.